# موزه آمون کارتر

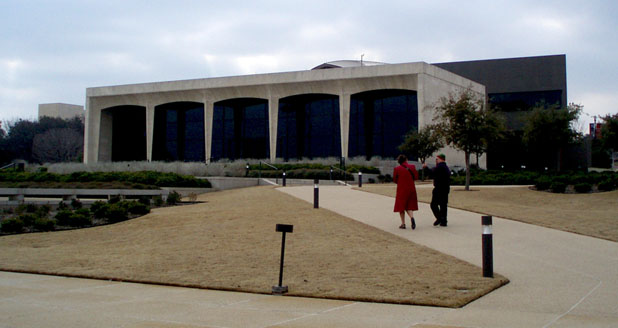

موزه آمون کارتر (به انگلیسی: Amon Carter Museum) یکی از موزه‌های مهم شهر فورت وورث آمریکاست.
تأسیس این موزه در ۱۹۶۱ رخ داد و مکان آن در بلوار کمپ بوی شماره ۳۵۰۱ واقع است.
از سنگ صوفی تگزاس برای نمای بیرونی ساختمان استفاده شده است.
بانی این موزه آمون جی کارتر بود و هدفش نمایش و نگهداری مجموعه نقاشی و مجسمه‌های نفیسی بود که خودش جمع‌آوری کرده بود.
وقتی این موزه در سال ۱۹۶۱ افتتاح شد اولین مدیر آن سیشل ای.و بلدر. برای مجموعه‌های داخل موزه به دنبال توسعه بیشتری افتاد.
معمار بنا، فیلیپ جانسون است.

## جستارهای مربوطه
- مرکز هنرهای نمایشی هابی